# 124e division d'infanterie (France)
La 124e division d'infanterie est une division d'infanterie de l'armée de terre française qui a participé à la Première Guerre mondiale.

## Les chefs de la124edivisiond’infanterie
- 15 juin 1915 - 8 février 1916 : Général Dantant
- 8 février 1916 - 28 octobre 1918 : Général Tatin
- 28 octobre 1918 - : Général Cot

## Première Guerre mondiale

### Composition
- Infanterie

53e Régiment d’Infanterie de juin 1915 à novembre 1916
101e Régiment d’Infanterie de juin 1915 à novembre 1918
124e Régiment d’Infanterie de juin 1915 à novembre 1918
130e Régiment d’Infanterie de novembre 1916 à novembre 1918
142e Régiment d’Infanterie de juin 1915 à novembre 1916
- Cavalerie

1 escadron du 10e régiment de dragons de juin 1915 à janvier 1916
2 escadrons (puis 1 à partir de janvier 1917) du 14e régiment de hussards de janvier 1916 à novembre 1918
- Artillerie

2 groupes (puis 3 groupes à partir de juillet 1917) de 75 du 44e régiment d'artillerie de campagne de janvier 1915 à novembre 1918
1 groupe de 90 du 33e régiment d'artillerie de campagne de janvier 1915 à juillet 1917
108e batterie (demie batterie de janvier à juillet 1915) de 58 du 44e régiment d'artillerie de campagne de janvier 1915 à janvier 1918
101e batterie de 58 du 44e régiment d'artillerie de campagne janvier à novembre 1918
11e groupe de 155c du 104e régiment d'artillerie lourde de janvier à juillet 1918
7e groupe de 155c du 104e régiment d'artillerie lourde de juillet à novembre 1918
- Génie

un bataillon du 104e Régiment d’Infanterie Territoriale d'août à novembre 1918

### Historique
Constituée le 15 juin 1915.

#### 1915
- 15 juin – 15 octobre : occupation d'un secteur vers Auberive-sur-Suippe et la ferme de Moscou, réduit à droite, le 2 septembre, jusqu'à l'ouest d'Auberive-sur-Suippe.

25 septembre - 6 octobre : seconde bataille de Champagne, attaques sur le mont Sans Nom.
- 15 octobre – 25 novembre : retrait du front ; repos et instruction dans la région de Mourmelon-le-Grand ; puis travaux d'organisation défensive vers Saint-Hilaire-le-Grand. À partir du 26 octobre, mouvement vers Saint-Mard-sur-le-Mont ; repos et instruction.
- 25 novembre 1915 – 30 avril 1916 : transport par camions vers le front ; à partir du 30 novembre, occupation d'un secteur vers la Main de Massiges et Ville-sur-Tourbe, étendu à droite, le 8 avril, jusqu'à l’Aisne.

#### 1916
- 30 avril – 16 mai : retrait du front ; repos vers Dampierre-le-Château.

8 - 16 mai : transport par camions dans la région de Verdun.
- 16 mai – 8 juin : engagée dans la Bataille de Verdun, vers l'étang de Vaux et le sud de Damloup :

22 mai : attaque française à l'est de l'étang de Vaux.
1er, 2, 3 et 4 juin : attaques allemandes sur le fort de Vaux.
6 juin : contre-attaque française.
7 juin : perte du fort de Vaux.
- 8 – 26 juin : retrait du front ; à partir du 15 juin, transport par camions dans la région de Wassy. À partir du 22, transport par V.F. au sud de Sainte-Menehould ; repos.
- 26 juin – 5 octobre : occupation d'un secteur entre l'Aisne et la Main de Massiges, puis, à partir du 19 août, occupation d'un nouveau secteur vers la Main de Massiges et Maisons de Champagne.
- 5 octobre – 27 novembre : retrait du front, mouvement vers la région de Vitry-le-François, par Hans, Marson et La Chaussée-sur-Marne ; le 10 octobre, transport par V.F., de Vitry, à Dormans et Mézy. À partir du 12 octobre, mouvement vers le camp de Dravegny ; repos et instruction.
- 27 novembre 1916 – 6 janvier 1917 : mouvement vers la région de Songeons, par Faverolles, Roberval, Liancourt, Mouy et Antheuil : repos.

#### 1917
- 6 janvier – 18 février : transport par camions vers le front ; à partir du 8 janvier, occupation d'un secteur vers Pressoire et Ablaincourt, étendu à droite, le 23 janvier, jusqu'à Chaulnes.
- 18 février – 28 mars : retrait du front (relève par l'armée britannique), mouvement, par Breteuil et Chantilly, vers Marles ; repos. À partir du 4 mars, transport par V.F. dans la région de Bar-le-Duc ; repos vers Condé-en-Barrois.

22 mars : mouvement vers Ambly.
- 28 mars – 10 mai : occupation d'un secteur vers le nord des  Paroches et le bois Loclont.
- 10 – 24 mai : retrait du front, repos vers Triaucourt. À partir du 18 mai, transport par camions vers la région de Mourmelon-le-Grand, Vadenay.
- 24 mai – 14 juin : mouvement vers le front et occupation d'un secteur vers le Mont-Casque et le Mont-Téton, étendu à droite, le 5 juin, jusque vers le mont Sans Nom :

27 mai : violentes attaques allemandes.
- 14 juin – 18 juillet : retrait du front ; repos vers Tours-sur-Marne.
- 18 juillet – 22 août : occupation d'un secteur vers la ferme des Marquises et le mont Cornillet.
- 22 août – 23 septembre : retrait du front ; repos au nord-ouest de Châlons-sur-Marne.
- 23 septembre 1917 – 19 janvier 1918 : occupation d'un secteur vers le mont Cornillet et le mont Haut.

#### 1918
- 19 janvier – 8 mars : retrait du front, mouvement vers Tours-sur-Marne ; à partir du 22 janvier, travaux de 2e position dans cette région. À partir du 24 février, mouvement vers Mourmelon-le-Petit ; instruction.
- 8 mars – 21 juillet : mouvement vers le front ; occupation d'un secteur vers le mont Haut et le Téton, déplacé à droite, le 30 mars, vers le Téton et Auberive-sur-Suippe, puis à gauche, le 31 mai, vers le mont Cornillet et le mont Sans Nom. À partir du 15 juillet, engagée dans la 4e bataille de Champagne : résistance sur la position principale, au nord et au nord-est de Prosnes.
- 21 juillet – 5 août : retrait du front ; repos vers Châlons-sur-Marne.
- 5 août – 18 septembre : mouvement vers le front et occupation d'un secteur dans la région la Suippe, la ferme de Moscou.
- 18 septembre – 3 octobre : retrait du front, mouvement vers Bouzy et Tours-sur-Marne ; repos. À partir du 25 septembre, stationnement vers Mourmelon-le-Grand.
- 3 – 14 octobre : mouvement vers le nord. À partir du 5 octobre, engagée vers Orfeuil et à l'est, dans la Bataille de Champagne et d'Argonne. Attaque d'Orfeuil, puis poursuite jusqu'à l'Aisne. Organisation des positions conquises vers Givry et Attigny.
- 14 – 28 octobre : retrait du front, mouvement vers Pont-Faverger ; repos.
- 28 octobre – 4 novembre : mouvement, par Leffincourt, vers Terron-sur-Aisne. À partir du 1er novembre, engagée, vers Terron-sur-Aisne et Voncq, dans la Bataille du Chesne et de Buzancy : franchissement de l'Aisne ; puis attaque des hauteurs de Voncq.
- 4 – 11 novembre : retrait du front ; repos au nord de Pont-Faverger.

### Rattachements
Affectation organique : 4e Corps d’Armée, de juin 1915 à novembre 1918
- 1re armée

28 novembre – 3 décembre 1916
24 février – 3 mars 1917
- 2e armée

29 octobre 1915 – 4 janvier 1916
9 mai – 21 juin 1916
4 mars – 17 mai 1917
- 3e armée

4 – 6 décembre 1916
25 janvier – 23 février 1917
- 4e armée

15 juin – 28 octobre 1915
5 janvier – 8 mai 1916
22 juin – 9 octobre 1916
18 mai 1917 – 20 octobre 1918
29 octobre – 4 novembre 1918
- 5e armée

10 octobre – 27 novembre 1916
21 – 28 octobre 1918
5 – 11 novembre 1918
- 10e armée

7 décembre 1916 – 24 janvier 1917